# Chapala (jezero)
Chapala (špa. Lago de Chapala) je najveće slatkovodno jezero u Meksiku. 
Nalazi se na visoravni iznad grada Guadalajare, na granici između meksičkih država Jalisco i Michoacán u zapadnom Meksiku.
Jezero ima površinu od 1.685 km² i nalazi se na nadmorskoj visini od 1.520 metara. Dubina mu je 5-12 metara. U jezero utječe rijeka Lerma, dok iz njega ističe rijeka Rio Grande de Santiago.
U jezeru žive neke endemske vrste riba i vodozemaca, a oko njega se okupljaju mnogobrojne migratorne ptice, poput bijelih pelikana.